# Свистач австралійський
Свистач австралійський (Dendrocygna eytoni) — вид водних птахів родини качкових (Anatidae). Ендемік Австралії.

## Поширення
Ареал виду охоплює східну, північну та центральну частини Австралії від Кімберлі через Топ-Енд і Кейп-Йорк, аж до південного Квінсленда та північної частини Нового Південного Уельсу на східному узбережжі, а також може досягати північно-західної частини Вікторії всередині країни. Переважним місцем існування є високі луки та савани, часто поблизу водойм.

## Опис

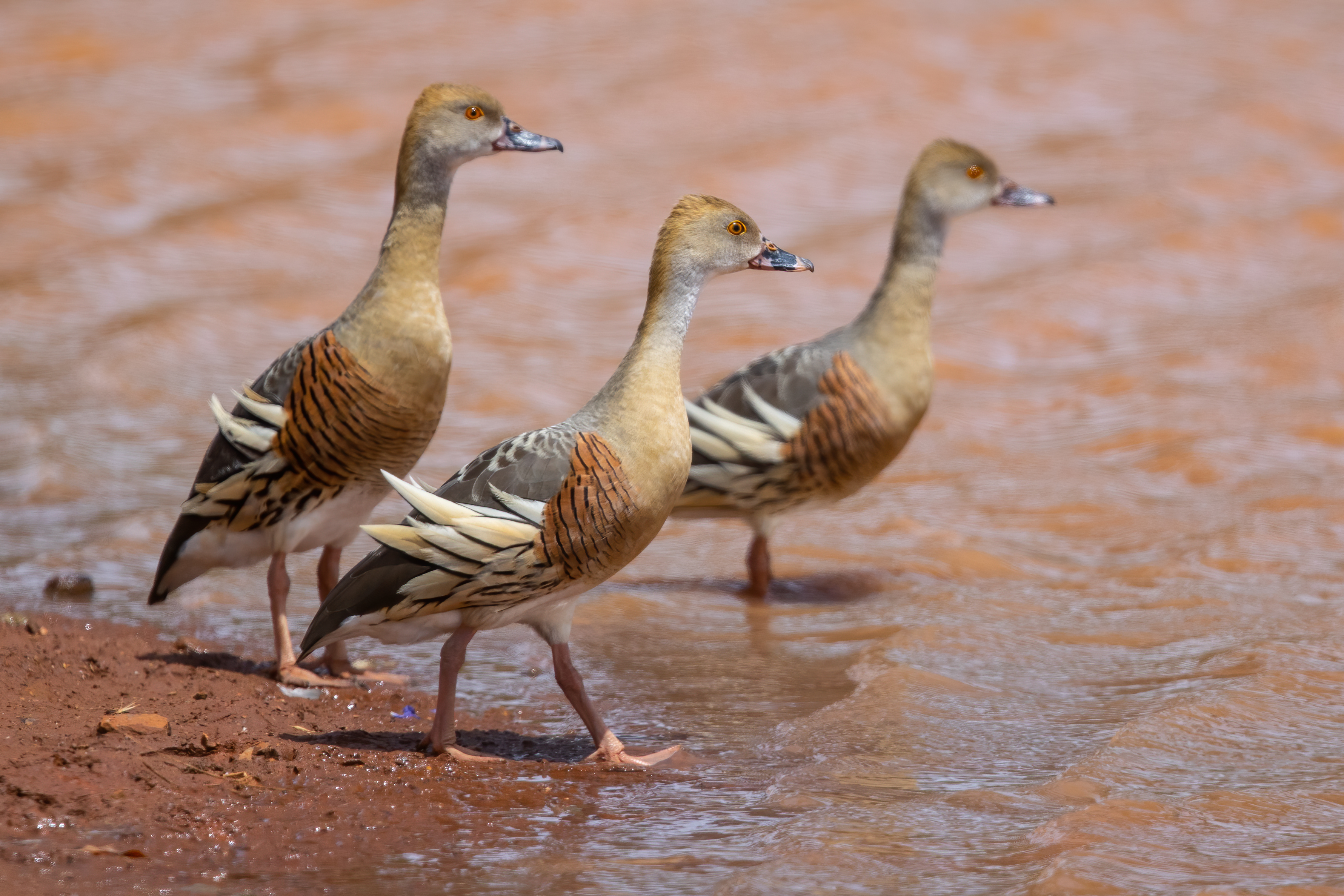
Dendrocygna eytoni, Новий Південний Уельс

Качка завдовжки від 40 до 60 см і вагою від 500 г до 1,5 кг. Розмах крил становить від 75 до 90 см. Як і інші види свистачів, вони мають довгі ноги та великі перетинчасті лапи. П'ята і щиколотка мають сітчастий візерунок. Серпоподібні пір'я особливо контрастні на багаторічних самцях. Вони чітко виступають над спиною. Райдужка яскраво-помаранчева у самців і жовта у самиць. В іншому статевий диморфізм не помітний.

## Спосіб життя
Качки живуть галасливими зграями біля води, мігруючи, коли болота сезонно висихають. Пари залишаються утворюються на все життя. Гніздяться на суші, а пізніше виводять пташенят у воду. Харчуються також на землі, поїдаючи листя і насіння трав і низьких рослин. Вони часто відвідують болота в посушливі періоди, щоб харчуватися очеретом і осокою.